# Thana

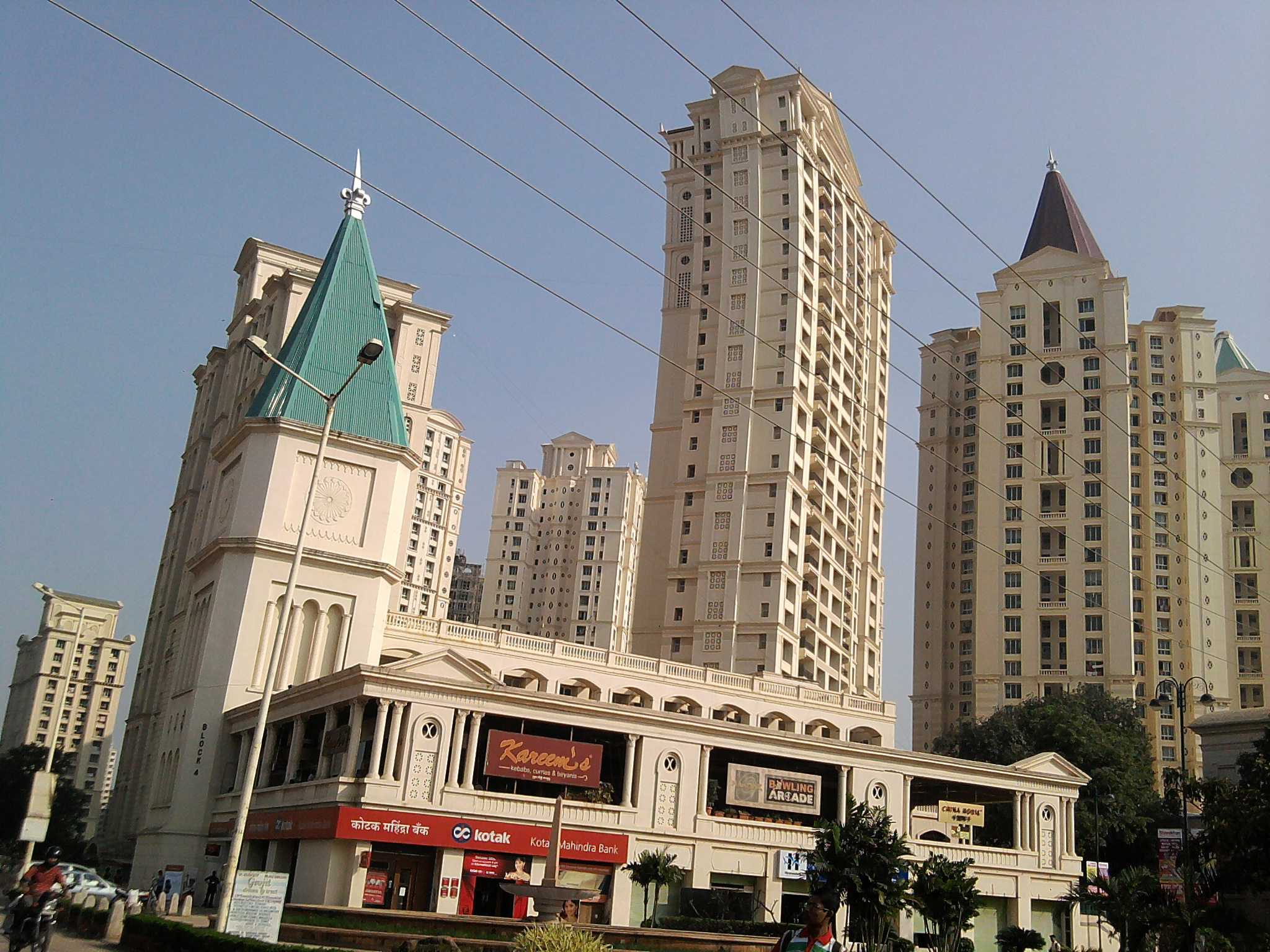
Thana

Thana o Thane (marathi: ठाणे) és una ciutat de Maharashtra, integrada a la conurbació de Bombai, al nord-est d'aquesta ciutat i a la desembocadura del rierol Thana a 19° 12′ N, 72° 59′ E / 19.200°N,72.983°E. És capital del districte de Thana. Té una superfície de 147 km² i una població d'1.261.517 habitants segons el cens del 2001. La població cent anys abans (1901) era de 16.011 habitants.
La ciutat té a la rodalia nombrosos llacs (uns trenta); conserva edificis colonials portuguesos com la fortalesa i la catedral, però no són abundosos.

## Història
Al final del segle xiii era capital d'un regne independent poderós, que el 1318 fou conquerit per Kutb al-Din Mubarak Shah I Khalji (1316-1320) i un governador de Delhi s'hi va instal·lar. El 1529 el senyor local, terroritzat per la derrota musulmana a Cambay i l'incendi de Vasai, va esdevenir tributari portuguès, el que no el va salvar en la guerra que va seguir i la ciutat fou saquejada tres vegades, dues pels portuguesos i una pels gujaratis. Pel tractat de desembre de 1533 fou cedida a Portugal i en endavant va ser una població pròspera. El 1739 els marathes van incorporar Bassein i Thana i el domini portuguès es va acabar. El 1771 una flota va sortir de Portugal per recuperar Thana i Bassein i els britànics, assabentats, es van avançar; després d'intentar el control per negociacions que van fracassar, es va enviar una força militar que va ocupar la ciutat el 28 de desembre de 1774; la guarnició fou executada. Va restar sota domini britànic a la presidència de Bombai i el 1863 es va convertir en municipalitat. Amb la independència de l'Índia forma part de la província i després estat de Bombai i des de 1960 de l'estat de Maharashtra.
El 22 d'agost de 2011 els Castellers de Vilafranca van descarregar un 3 de 9 amb folre en aquesta ciutat, el primer mai realitzat a l'Índia, en el marc d'una actuació conjunta amb els govindes locals.